# Saint-Pierre-de-Frugie
Saint-Pierre-de-Frugie là một xã, nằm ở tỉnh Dordogne vùng Aquitaine của Pháp. Xã này có diện tích 21,74 km², dân số năm 2007 là 407 người. Xã nằm ở khu vực có độ cao trung bình 318 m trên mực nước biển.

## Thông tin nhân khẩu
| Năm    | 1962 | 1968 | 1975 | 1982 | 1990 | 1999 | 2007 |
| ------ | ---- | ---- | ---- | ---- | ---- | ---- | ---- |
| Dân số | 679  | 584  | 516  | 487  | 413  | 373  | 407  |

## Công trình nổi bật
- Lâu đài Frugie
- Lâu đài Vieillecour